# Eigenfactor
Eigenfactor – wskaźnik znaczenia czasopisma naukowego. W sposób przypominający algorytm Google PageRank czasopisma są oceniane pod względem liczby zacytowań, z cytatami z czasopism wysoko notowanych mającymi większą wagę niż z czasopism stojących nisko w rankingach.
Eiganfactor jest obliczany przez organizację akademicką eigenfactor.org i publikowany bezpłatnie. Przeznaczeniem eigenfactor jest zmierzenie prawdopodobieństwa, z jakim czasopismo zostanie wykorzystane, oraz oszacowanie, ile czasu przeciętny naukowiec poświęci na czytanie treści z tego czasopisma.
Wskaźnik eigenfactor jest uznawany za bardziej stabilny niż impact factor, który często uwzględnia zacytowania bez określenia ich znaczenia. Oba te parametry okazały się jednak silnie skorelowane w przypadku czasopism medycznych.
Eiganfactor jest niekiedy stosowany do notowania pojedynczych naukowców – jest to błąd, gdyż nawet prestiżowe czasopisma publikują niekiedy prace niskiej jakości lub fałszywe i nie ma to większego wpływu na eigenfactor. Za najbardziej stabilny wskaźnik produktywności naukowca uważany jest indeks h.